# Software (группа)
Software — немецкий дуэт исполнителей электронной музыки, основанный в 1984, и состоящий из Питера Мергенера (1951) и Михаэля Вайсера (1948). Ранее музыканты работали под именем Mergener&Weisser.

## История
Дуэт издавал свои записи под лейблом IC (Innovative Communication), созданного Клаусом Шульце в 1978 г. На том-же лейбле, кроме непосредственно Клауса Шульца, издавались ряд других электронных музыкантов, например группа новой немецкой волны Ideal. С 1994 по 2008 год Михаэль Вайсер возглавлял лейбл.
С 1990 по 1992 год Вайсер, во время временного перерыва с Мергенером, выпустил четыре альбома с другим составом группы: Fragrance с Клаусом Шульцем и Георгом Стеттнером (1970), а также Modesty-Blaze I / II и Cave при участии Билли Байта (Stephan Töteberg).
После распада группы Software в 1999 пути музыкантов разошлись: Питер Мергенер продолжает писать и играть электронную музыку, в то время, как Михаэль Вайсер основал группу G.E.N.E. (Grooving Electronic Natural Environments), и в настоящее время, помимо прочего, активно работает в сфере медиаискусства.

## Дискография
- 1984 : Beam Scape (под именем Mergener&Weisser)
- 1985 : Phancyful Fire (под именем Mergener&Weisser), Chip Meditation I + II, Electronic Universe I
- 1986 : Night-Light (под именем Mergener&Weisser)
- 1987 : Past-Present-Future I + II, Syn-Code
- 1988 : Digital Dance, Electronic Universe II, Software Visions, Kassettenbuch Dea Alba
- 1989 : Visions, Live-3rd Dimension
- 1990 : Ocean, Fragrance
- 1991 : Modesty-Blaze I
- 1992 : Modesty-Blaze II, Software Visions
- 1993 : Space Design, Cave
- 1994 : Ten Years, Brain Food Music
- 1995 : Heaven to Hell
- 1997 : Sky-Dive
- 1998 : Fire-Works
- 1999 : Mystic Millennium I
- 2000 : Mystic Millennium II
- 2007 : Spring Visions (CD-R compilation)